# Léa Drucker
Léa Drucker (Caen, Normandía, 23 de enero de 1972) es una actriz francesa. Debutó en el cine en la película La Thune, de Philippe Galland en 1991 y ha trabajado en papeles secundarios de películas como Rai, de Thomas Gilou; Assassins, de Mathieu Kassovitz o Chaos, de Coline Serreau.

## Biografía

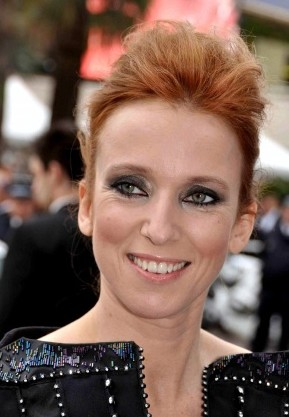
Drucker en el Festival de Cannes de 2010.

Nacida en Caen, Normandía, es hija de Jacques Drucker, médico, y de Martine Drucker, profesora. Es a su vez sobrina del presentador Michel Drucker y del expresidente de la cadena de televisión M6 Jean Drucker. Su abuelo paterno era de origen judío.
Realizó sus estudios en la École nationale supérieure des arts et techniques du théâtre de París y su carrera ha abarcado piezas de teatro clásico como El misántropo, y otras obras de autores contemporáneos como Emmanuelle Marie. Ha sido nominada dos veces para un Premio Molière: en 2001 por su interpretación en Danny et la grande bleue, y en 2004 por 84 Charing Cross Road.

## Filmografía

### Actriz
| Año           | Título                                           | Papel                                        | Director                                   | Notas                                     |
| ------------- | ------------------------------------------------ | -------------------------------------------- | ------------------------------------------ | ----------------------------------------- |
| 1991          | La thune                                         | El amigo de Edwige                           | Philippe Galland                           |                                           |
| 1992          | Lista de Merite                                  | Solange                                      | Charles Nemes                              |                                           |
| 1992          | Chien et Charla                                  | El cajero                                    | Philippe Galland (2)                       | Serie de televisión (1 episodio)          |
| 1993          | Colis d'oseille                                  | Alice                                        | Yves Lafaye                                | Película de televisión                    |
| 1994          | Putain de porte                                  | Jean-Claude Flamand-Barny & Delphine Quentin | Corto                                      |                                           |
| 1994          | Le misanthrope                                   | Eliante                                      | Yves-André Hubert                          | Película de televisión                    |
| 1995          | Raï                                              | Thomas Gilou                                 |                                            |                                           |
| 1995          | Ah les femmes                                    | Emmanuelle                                   | Nicolas Hourès                             | Corto                                     |
| 1995-98       | Anne Le Guen                                     | Louise Le Guen                               | Stéphane Kurc                              | Serie de televisión (4 Episodios)         |
| 1996          | 2 minutos 36 de bonheur                          | Tristan Aurouet & Gilles Lellouche           |                                            | Corto                                     |
| 1997          | Assassin(s)                                      | Léa                                          | Mathieu Kassovitz                          |                                           |
| 1997          | Bouge !                                          | Nathalie                                     | Jérôme Cornuau                             |                                           |
| 1997          | L'histoire du samedi                             | Lil                                          | Christiane Spiero                          | Serie de televisión (1 Episodio)          |
| 1998          | L'annonce faite à Marius                         | Brigitte                                     | Harmel Sbraire                             |                                           |
| 1998          | À tout de suite                                  | Douglas Ley                                  |                                            | Corto                                     |
| 1999          | Peut-être                                        | Clotilde                                     | Cédric Klapisch                            |                                           |
| 1999          | Mes amis                                         | Gilda                                        | Michel Hazanavicius                        |                                           |
| 1999          | Un pur Momento de rock'n corro                   | Florence                                     | Manuel Boursinhac                          |                                           |
| 1999          | Fait d'hiver                                     | Robert Enrico                                |                                            |                                           |
| 1999          | La vie ne me fait pas peur                       | Noémie Lvovsky                               |                                            |                                           |
| 2000          | Duelles                                          | Adriane Roux                                 | Laurence Katrian                           | Serie de televisión (1 Episodio)          |
| 2000          | Avocats & associés                               | Abogado Martine Mérieux                      | Denis Amar                                 | Serie de televisión (1 Episodio)          |
| 2001          | Caos                                             | Nicole                                       | Coline Serreau                             |                                           |
| 2001          | Avocats & associés                               | Abogado Castor                               | Philippe Triboit                           | Serie de televisión (1 Episodio)          |
| 2002          | En Mi Piel                                       | Sandrine                                     | Marina de Van                              |                                           |
| 2002          | Hypnotized Y Hysterical                          | Coraline                                     | Claude Deber                               |                                           |
| 2002          | 3 zéros                                          | Debby                                        | Fabien Onteniente                          |                                           |
| 2002          | Zéro un                                          | Ella                                         | Gilles Lellouche (2)                       |                                           |
| 2002          | Papillons de nuit                                | Roberta                                      | John Pimienta                              |                                           |
| 2002          | Fabien Cosma                                     | Valérie                                      | Franck Apprederis                          | Serie de televisión (1 Episodio)          |
| 2003          | Bienvenue au gîte                                | Agnès                                        | Claude Deber (2)                           |                                           |
| 2003          | Concours de circonstance                         | La mujer                                     | Mabrouk El Mechri                          | Corto                                     |
| 2003          | Le Magnífico plongeoir                           | Tristan Carné                                | Televisión miniseries                      |                                           |
| 2004          | Narco                                            | Los prismáticos                              | Tristan Aurouet (2) & Gilles Lellouche (3) |                                           |
| 2004          | À quoi ça sert de Votante écolo ?                | Camille                                      | Aure Atika                                 | Corto                                     |
| 2004          | Illustre inconnue                                | El peluquero                                 | Marc Fitoussi                              | Corto                                     |
| 2004          | Du bois Vierte l'hiver                           | La mujer de Paul                             | Olivier Jahan                              | Corto                                     |
| 2005          | Virgilio                                         | Margot                                       | Mabrouk El Mechri (2)                      |                                           |
| 2005          | Akoibon                                          | El turista                                   | Édouard Baer                               |                                           |
| 2005          | Dans tes rêves                                   | Jenny                                        | Denis Thybaud                              |                                           |
| 2005          | Kaamelott                                        | Morgan le Fay                                | Alexandre Astier & François Guérin         | Serie de televisión (2 Episodios)         |
| 2006          | El Hombre de Mi Vida                             | Frédérique                                   | Zabou Breitman                             | Globo de Cristal Premio para Actriz Mejor |
| 2006          | Les Brigadas du Tigre                            | Léa                                          | Jérôme Cornuau (2)                         |                                           |
| 2006          | 2 filles                                         | Una chica                                    | Lola Doillon                               | Corto                                     |
| 2006          | La blonde au bois dormant                        | Estelle Fenelon                              | Sébastien Grall                            | Película de televisión                    |
| 2007          | Tel père telle fille                             | Alice                                        | Olivier De Plas                            |                                           |
| 2007          | Faits Buzos                                      | Marie                                        | Bill Barluet                               | Corto                                     |
| 2007          | J'ai plein de projets                            | La mujer en la puerta                        | Karim Adda                                 | Corto                                     |
| 2007          | Émilie divina                                    | Émilie du Châtelet                           | Arnaud Sélignac                            | Película de televisión                    |
| 2008          | Coluche: l'histoire d'un mec                     | Véronique Colucci                            | Antoine de Caunes                          |                                           |
| 2008          | Le bruit des gens autour                         | Kate                                         | Diastème                                   |                                           |
| 2008          | Animal singulier                                 | Suzanne                                      | Hélène Guétary                             | Corto                                     |
| 2009          | Cyprien                                          | Héléna                                       | David Charhon                              |                                           |
| 2009          | Suite noire                                      | Nora                                         | Claire Devers                              | Serie de televisión (1 Episodio)          |
| 2010          | Pièce montée                                     | Hélène                                       | Denys Granier-Deferre                      |                                           |
| 2010          | Les meilleurs amis du monde                      | Mathilde                                     | Julien Rambaldi                            |                                           |
| 2010          | Pauline et François                              | Catherine                                    | Renaud Fely                                |                                           |
| 2010          | Un vos caisses !                                 | Marie-Jo                                     | Pierre Isoard                              | Película de televisión                    |
| 2011          | Jeanne Devère                                    | Jeanne Devère                                | Marcel Bluwal                              | Película de televisión                    |
| 2012          | Je me suis fait tout petit                       | Ariane                                       | Cécilia Rouaud                             |                                           |
| 2012          | La vérité si je mens 3                           | Muriel Salomon                               | Thomas Gilou (2)                           |                                           |
| 2012          | Crapuleuses                                      | Pascale                                      | Magaly Richard-Serrano                     | Película de televisión                    |
| 2013          | El Lobo Malo Grande                              | Patricia Delcroix                            | Nicolas & Bruno                            |                                           |
| 2013          | Je suis Seguidor du Estándar                     | Martine                                      | Riton Liebman                              |                                           |
| 2013          | Justo antes de Perder Todo                       | Miriam                                       | Xavier Legrand                             | Corto                                     |
| 2013          | À la française                                   | Édouard Baer (2)                             | Película de televisión                     |                                           |
| 2014          | La Habitación Azul                               | Delphine Gahyde                              | Mathieu Amalric                            |                                           |
| 2014          | Au nom des fils                                  | Odile Chasseuil                              | Cristiano Faure                            | Película de televisión                    |
| 2014          | Des Rosas en Hiver                               | Elsa                                         | Lorenzo Gabriele                           | Película de televisión                    |
| 2015          | Me paro Aquí                                     | Louise Lablache                              | Gilles Bannier                             |                                           |
| 2015          | Pierre Brossolette ou les passagers de la lúnula | Gilberte                                     | Coline Serreau (2)                         | Película de televisión                    |
| 2015-presente | La Agencia                                       | Laurene Balmes                               | Mathieu Demy, Laïla Marrakchi, ...         | Serie de televisión (14 Episodios)        |
| 2016          | Noticioso de Marte de Planeta                    | Myriam                                       | Dominik Moll                               |                                           |
| 2016          | Blaise                                           | Carole                                       | Jean-Paul Guigue & Camillelvis Théry       | Serie de televisión (1 Episodio)          |
| 2017          | Jusqu'à la garde                                 | Miriam Besson                                | Xavier Legrand (2)                         |                                           |

### Escritor / de director
| Año  | Título     | Notas |
| ---- | ---------- | ----- |
| 2013 | Jeudi 15 h | Corto |

## Teatro
| Año     | Título                                       | Autor                                                          | Director                             | Notas                                                       |
| ------- | -------------------------------------------- | -------------------------------------------------------------- | ------------------------------------ | ----------------------------------------------------------- |
| 1996    | Les Vilains                                  | Marjorie Nakache                                               | Marjorie Nakache                     |                                                             |
| 1996    | Plaidoyer Vierte un boxeur                   | Marcia Romano                                                  | Serge Brincat                        |                                                             |
| 1999    | El misántropo                                | Molière                                                        | Roger Hanin                          |                                                             |
| 1999    | Lisístrata                                   | Aristófanes                                                    | Samuel Serreau-Labib                 |                                                             |
| 1999    | El burlador de Sevilla y convidado de piedra | Tirso de Molina                                                | Jean-Louis Jacopin                   |                                                             |
| 1999    | Le Mot                                       | Victor Hugo                                                    | Xavier Marcheschi                    |                                                             |
| 1999    | Le Projet                                    | Gilles Dyrek, Frédéric Hulné,Arnaud Lemort & Philippe Vieuxort | Gilles Dyrek                         |                                                             |
| 2000    | Danny y el Mar Azul Profundo                 | John Patrick Shanley                                           | John R. Pimienta                     | Premio de Molière nominado para Recién llegado Hembra Mejor |
| 2000    | Extrême Nudité                               | Christiane Liou                                                | Hans Peter Cloos                     |                                                             |
| 2002-03 | Mangeront-ils ?                              | Victor Hugo                                                    | Benno Besson                         |                                                             |
| 2003    | 84, Charing Cross Carretera                  | Helene Hanff                                                   | Serge Hazanavicius                   | Premio de Molière nominado para Recién llegado Hembra Mejor |
| 2004    | Tres Días de Lluvia                          | Richard Greenberg                                              | Jean-Marie Besset & Gilbert Desveaux |                                                             |
| 2006    | La folle et véritable vie de Luigi Prizzoti  | Édouard Baer                                                   | Édouard Baer                         |                                                             |
| 2006    | Blanc                                        | Emmanuelle Marie                                               | Zabou Breitman                       |                                                             |
| 2007    | Le Système Ribadier                          | Georges Feydeau                                                | Cristiano Bujeau                     |                                                             |
| 2008-10 | Mirlo                                        | David Harrower                                                 | Claudia Stavisky                     |                                                             |
| 2009    | Miam Miam                                    | Édouard Baer                                                   | Édouard Baer (2)                     |                                                             |
| 2010    | El Amante                                    | Harold Pinter                                                  | Didier Mucho tiempo                  |                                                             |
| 2011    | Jeux de scène                                | Victor Haïm                                                    | Zabou Breitman (2)                   |                                                             |
| 2012    | Lúcido                                       | Rafael Spregelburd                                             | Marcial Di Fonzo Bo                  |                                                             |
| 2012-13 | Demain il fera jour                          | Henry de Montherlant                                           | Michel Fau                           |                                                             |
| 2012-13 | À la française                               | Édouard Baer                                                   | Édouard Baer (3)                     |                                                             |
| 2015-16 | Un Amor qui ne finit pas                     | André Roussin                                                  | Michel Fau (2)                       | Premio de Molière nominado para Actriz Mejor                |
| 2016    | La Porte à côté                              | Fabrice Roger-Lacan                                            | Bernard Murat                        |                                                             |